# Ledina
Pour plus de détails, voir Fiche technique et Distribution.
Ledina est un film serbe réalisé par Ljubiša Samardžić, sorti en 2003.

## Synopsis
L'histoire d'un couple discret dans un quartier où les querelles de voisinage ne cessent jamais.

## Fiche technique
- Titre : Ledina
- Réalisation : Ljubiša Samardžić
- Scénario : Nikola Pejakovic
- Musique : Matija Dedic et Nemanja Mosurovic
- Photographie : Branko Linta et Radoslav Vladic
- Montage : Marko Glusac
- Production : Ljubiša Samardžić
- Société de production : BNTV, Cinema Design, Belgrade, Gral Film et TVBiH
- Pays :  Serbie
- Genre : Drame
- Durée : 92 minutes
- Dates de sortie : 
  -  Serbie : 9 mars 2003

## Distribution
- Dragan Bjelogrlić : Dragan
- Ksenija Pajić : Ksenija
- Zijah Sokolović : Ostoja
- Milena Dravić : Zorica
- Zorka Manojlovic : la mère de Zorica
- Jelisaveta Sablic : Elza
- Radmila Zivkovic : Dara
- Milutin Karadzic : Blatobrk
- Slobodan Ninkovic : Paja
- Milica Milsa : Svetlana
- Ivan Jevtovic : Nikola
- Nikola Nikic : Petar
- Tijana Kondic : Devojka
- Nemanja Maras : Ostoja

## Distinctions
Le film a été présenté en sélection officielle lors de la Berlinale 2003 dans la section Panorama. Il a également été présenté en sélection officielle en compétition au Festival international du film de Tróia.